# داستان هنجارشکن
داستان هنجارشکن یا داستان مرزشکن (انگلیسی: Transgressive fiction) گونه‌ای ادبی‌ست که تمرکزش روی شخصیت‌هایی است که خود را در حصار قوانین و اخلاقیات مرسوم جامعه حس می‌کنند و برای رهایی از آن کارهایی خودسرانه و بعضاً غیرعادی انجام می‌دهند. این‌گونه داستان‌ها سرشار از موضوعات تابو همچون سکس، مواد مخدر، خشونت، زنا با محارم، بچه‌خواهی و جنایتند و شخصیت‌های اصلی‌شان نیز روانی، ضد اجتماع یا هیچ‌انگار به نظر می‌رسند.
از حیث دست زدن به کارهای خلاف عرف و ممنوع، داستان هنجارشکن به گونه‌های نوآر، اسپلترپانک و اروتیک شباهت‌هایی دارد، اما برخلاف آن‌ها شخصیت‌های داستان هنجارشکن این اعمال را برای بهبود وضع خود یا جامعه مرتکب می‌شوند.
ادبیات داستانی هنجارشکن به مینیمالیسم ادبی نیز نزدیک است چون نویسندگان آن معمولاً از جملات کوتاه و سبکی ساده بهره می‌برند.